# Loutsk
Loutsk (en ukrainien : Луцьк ; en polonais : Łuck) est une ville d'Ukraine et la capitale administrative de l'oblast de Volhynie. Sa population s'élevait à 215 986 habitants en 2022.

## Géographie
Loutsk est située sur la rivière Styr et se trouve à 367 km à l'ouest de Kiev. Elle accueille la base aérienne de Loutsk.

## Histoire

### Les origines
Selon des légendes, Loutchesk a été fondée au VIIe siècle, mais la première référence documentée date de l'année 1085. La ville est alors la capitale de la principauté de Galicie-Volhynie jusqu'à la fondation de Volodymyr-Volynskyï.
La ville est fondée autour d'un château en bois bâti par une branche locale de la dynastie des Riourikides. À la fois forteresse et capitale du duché — une capitale fixe n'étant pas une nécessité dans l'Europe médiévale — la ville ne peut devenir un centre commercial et culturel important. En 1240, elle est prise et pillée par les Tatars, mais le château n'est pas touché. En 1321, Georges fils de Lev, le dernier de la dynastie, trouve la mort dans une bataille avec les forces de Gediminas, grand-duc de Lituanie, et le château est saisi par les forces de ce dernier. En 1349, le roi de Pologne Casimir III s'empare de la ville, qui est bientôt reprise par la Lituanie.

### La Lituanie
Sous la domination lituanienne, la ville commence à prospérer. Liubartas (en), fils de Gediminas, construit un château en pierre comme justification de son effort de fortification. Vytautas le Grand fonde la ville et fait venir des colons (surtout des Juifs, des Tatars, des Arméniens et des Karaïm). En 1427, il y transfère également l'évêché catholique de Volodymyr-Volynskyï. Vytautas est le dernier monarque à porter le titre de duc de Volhynie et à séjourner dans le château. La ville grandit rapidement et compte, à la fin du XVe siècle, 19 églises orthodoxes et deux églises catholiques. Elle est le siège de deux évêques chrétiens, un catholique et un orthodoxe ; elle est surnommée la « Rome de Volhynie ». La croix de Loutsk figure sur la plus haute récompense présidentielle lituanienne, l'Ordre de Vytautas le Grand.
À Loutsk a lieu à partir du 6 janvier 1429, pendant trois semaines, le Congrès de Loutsk, une conférence des monarques consacrée au projet de défense face à la menace pesante de l'Empire ottoman, organisée par le roi de Pologne Ladislas II Jagellon et Sophie de Holszany, sa quatrième épouse. Parmi les invités figurent l'empereur germanique Sigismond Ier de Luxembourg et sa femme, accompagnés de princes de l'Empire, grands magnats tchèques, hongrois, croates et autrichiens, le grand duc de Lituanie Vytautas, le grand prince de Moscovie Vassili II l'Aveugle, le roi de Danemark Éric de Poméranie (Éric VII) de Poméranie, les délégués du grand maître de l'Ordre teutonique, le Grand Maître de l'Ordre livonien Zisse von Rutenberg, le duc de Stettin Casimir V, l'hospodar de Valachie Dan II et les princes de Mazovie et Silésie, de Tver, de Riazan et d'Odoiev, le légat du pape André, le métropolite de Russie Focius, les khans des Tatares de Crimée et d'Astrakhan, les envoyés de l'empereur byzantin Jean VIII Paléologue, les magnats et hauts dignitaires ecclésiastiques polonais.

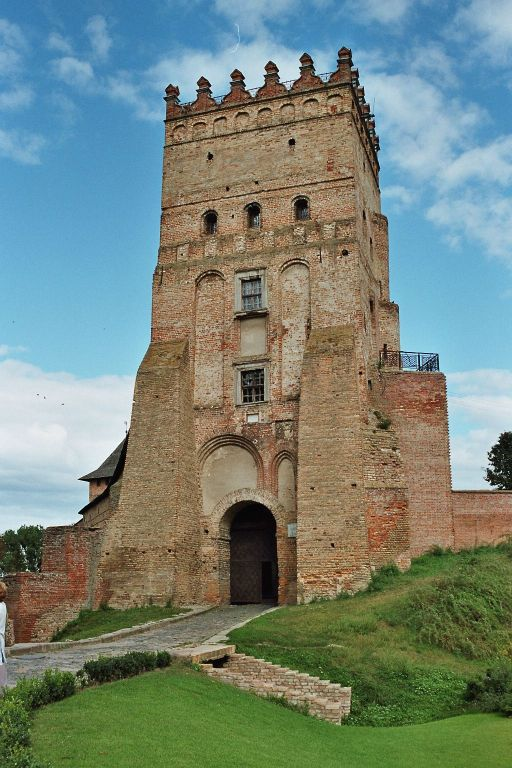
La tour du château de Loutsk.

### La Pologne
Après la mort de Švitrigaila, en 1432, la Volhynie devient un fief de la Couronne de Pologne. La même année, est accordé à Loutsk le droit de Magdebourg. En 1569, la Volhynie est pleinement intégrée à l'État polonais et la ville devint le chef-lieu de la voïvodie de Volhynie et du powiat de Łuck. Après l'Union de Lublin, l'évêque orthodoxe local se convertit au catholicisme grec (uniatisme).
La ville continue à prospérer comme un important centre économique de la région. Au milieu du XVIIe siècle, Łuck compte environ 50 000 habitants. C'est une des plus importantes villes de la région. Au cours de l'Insurrection de Khmelnitski (1648-1654), elle est prise par les forces du colonel Kolodko. Jusqu'à 4 000 habitants sont tués et environ 35 000 fuient la ville, qui est pillée et partiellement incendiée. Elle ne s'en remet jamais. En outre, en 1781, la ville subit un incendie qui détruit 440 maisons, les deux cathédrales et plusieurs églises.

### Empire russe
En 1795, à la suite des partitions de la Pologne, Loutsk est annexée par la Russie. La voïvodie est liquidée et la ville perd son importance comme chef-lieu de province (transféré à Jytomyr). Après l'insurrection de novembre 1830, l'influence polonaise diminue et le russe devient langue dominante. Les églises catholiques grecques sont transformées en églises orthodoxes. En 1845, un nouvel incendie frappe la ville qui se dépeuple.
En 1850, trois grands forts sont construits autour de Loutsk et la ville devient une petite forteresse appelée Mikhaïlogorod. Pendant la Première Guerre mondiale, elle est conquise par l'Autriche-Hongrie le 29 août 1915 et légèrement endommagée. Pendant près d'une année d'occupation austro-hongroise, Loutsk est un centre militaire important, quartier général de la IVe Armée de l'archiduc Joseph-Ferdinand. Toutefois, les pénuries alimentaires entraînent une épidémie de typhus, qui décime la population.

### Première Guerre mondiale
Le 4 juin 1916, les armées russes commandées par le général Broussilov commencent ce qui allait devenir l'offensive Broussilov. Après trois jours de barrage d'artillerie, la bataille de Loutsk commence. Le 7 juin 1916 les forces russes reprennent la ville. Après l'effondrement russe, l'armistice est demandé par les bolcheviks le 15 décembre 1917 et les négociations sont entamées à Brest-Litovsk. La ville est occupée par les armées des empires centraux, qui signent le 9 février 1918 avec la Rada ukrainienne le traité dit « des céréales », qui donne la Volhynie à l'État ukrainien indépendant. Après le retrait de l'armée allemande, le 22 février 1918, Loutsk tombe aux mains des forces ukrainiennes fidèles à Simon Petlioura, tandis que les Allemands prennent Kiev aux bolcheviks. Ces derniers s'empressent alors de signer le traité de paix de Brest-Litovsk le 3 mars 1918. Mais le 16 mai 1919, Loutsk est pris par les forces polonaises du général Aleksander Karnicki.

### Loutsk polonaise à nouveau

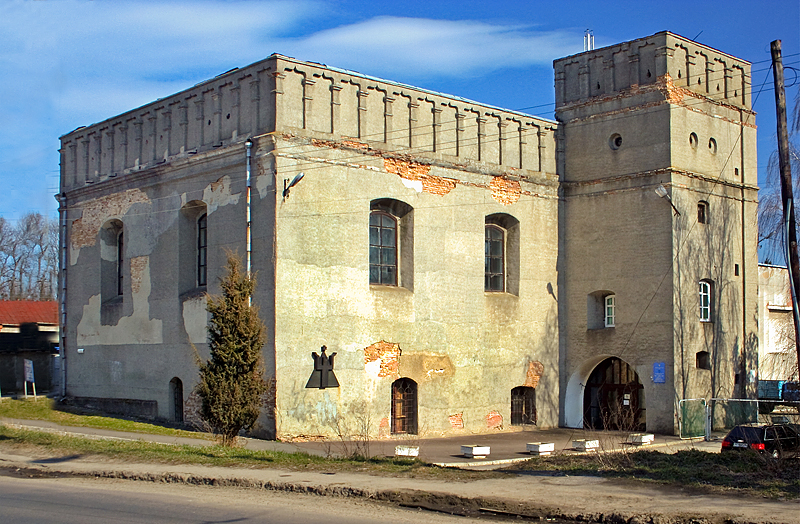
La grande synagogue de Loutsk classée.

Selon le Guide illustré de Volhynie (polonais) de 1929, Łuck comptait 30 000 habitants avant 1914 dont 24 000 Juifs, 2 300 Russes, 2 000 Polonais, 170 Allemands, 150 Karaïm, 100 Tchèques et quelques Arméniens et Tatars. Détruite partiellement pendant la Première Guerre mondiale, en 1921 la ville ne comptait plus que 21 000 habitants. Dix ans après, la population retrouva son chiffre de 1914 avec une structure ethnique semblable, à savoir 21 500 Juifs, 6 000 Polonais, 2 000 Russes et 500 autres (Ruthènes – Ukrainiens, Allemands, Karaïm, Tchèques).
Après la Première Guerre mondiale, Łuck revient au nouvel État polonais et devient la capitale de la voïvodie de Volhynie. Elle est reliée par chemin de fer à Lwow et Przemyśl et plusieurs usines sont construites dans la ville et sa périphérie. Le 13e Régiment d'artillerie légère Kresowy est installé dans le centre-ville. En 1938, la construction d'un grand émetteur radio commence dans la ville. Le 1er janvier 1939, Łuck compte 39 000 habitants, dont environ 17 500 Juifs et 13 500 Polonais. Le powiat autour de la ville compte 316 970 habitants, dont 59 pour cent d'Ukrainiens, 19,5 pour cent de Polonais, 14 pour cent de Juifs et environ 23 000 Tchèques et Allemands.

### L'époque soviétique
En septembre 1939, à la suite du pacte germano-soviétique, Loutsk est annexée par l'Union soviétique avec le reste de la Volhynie orientale. La plupart des usines, ainsi que la station de radio pratiquement achevée, sont démontées et envoyées en URSS. Environ 10 000 habitants de Loutsk, principalement des Polonais, sont déportés au Kazakhstan ou arrêtés par le NKVD (environ 1 550 personnes).
Loutsk est le centre où les officiers SS sont installés après l'annexion par l'Union soviétique pour organiser le départ vers les territoires sous domination allemande des habitants d'origine allemande "Volksdeutsche" de la région environnante.

### L'occupation nazie
Après le début de l'opération Barbarossa, la ville est prise par la Wehrmacht. Auparavant, des milliers de détenus sont liquidés dans les prisons par le NKVD, avant son retrait. Durant l'occupation nazie, 25 600 Juifs de la ville sont d'abord enfermés dans des conditions très difficiles dans le ghetto de Loutsk. Ils sont ensuite assassinés à Polanka, une colline proche. Des milliers de Polonais sont également massacrés (massacres des Polonais en Volhynie) dans la région par l'Armée insurrectionnelle ukrainienne.
Après la guerre, la population polonaise de Loutsk est expulsée, en général vers le territoire polonais.

### Loutsk ukrainienne
Après la Seconde Guerre mondiale, la ville devient un centre industriel de la république socialiste soviétique d'Ukraine. L'augmentation importante de sa population depuis la fin de la guerre est due à un apport de population presque entièrement ukrainienne. Depuis le 24 août 1991, Loutsk devient un centre politique, économique, culturel et religieux de l'oblast de Volhynie. Loutsk est aujourd'hui une des plus grandes villes d'Ukraine occidentale (plus de 215 000 habitants, presque totalement ukrainiens).
Le 21 juillet 2020, un homme prend en otage 13 personnes dans un bus avant d'être arrêté, et les otages libérés,,,.

## Population

### Évolution
Recensements (*) ou estimations de la population :
| 1897*  | 1911   | 1926   | 1939   | 1959*  | 1970*  |
| ------ | ------ | ------ | ------ | ------ | ------ |
| 18 500 | 31 800 | 21 200 | 35 600 | 55 663 | 93 863 |

| 1979*   | 1989*   | 2001*   | 2011    | 2012    | 2013    |
| ------- | ------- | ------- | ------- | ------- | ------- |
| 137 344 | 197 724 | 208 816 | 211 783 | 213 063 | 214 727 |

| 2014    | 2015    | 2016    | 2017    | 2018    | 2019    |
| ------- | ------- | ------- | ------- | ------- | ------- |
| 216 076 | 217 103 | 217 450 | 217 033 | 216 505 | 216 887 |

### Natalité et mortalité
Le taux de natalité en 2012 était de 12,6 ‰ avec 2 659 naissances (contre 12,4 ‰ en 2011 pour 2 607 naissances) tandis que le taux de mortalité était de 9,7 ‰ avec 2 052 décès (9,4 ‰ en 2011 pour 1 981 décès).

### Structure par âge
0-14 ans : 17,2 %  (hommes 19 011/femmes 17 829)
15-64 ans : 71,8 %  (hommes 69 426/femmes 84 525)
65 ans et plus : 11,0 %  (hommes 8 066/femmes 15 510) (2016 officiel)

## Personnalités liées à la ville
Monatik, artiste né en 1986.

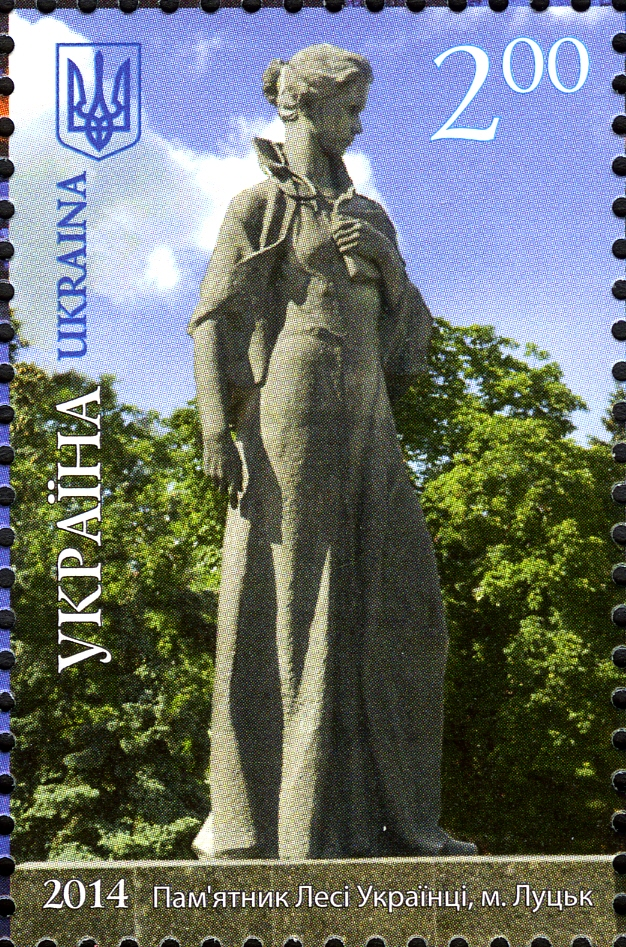
et sa statue classée[8] sur un timbre.
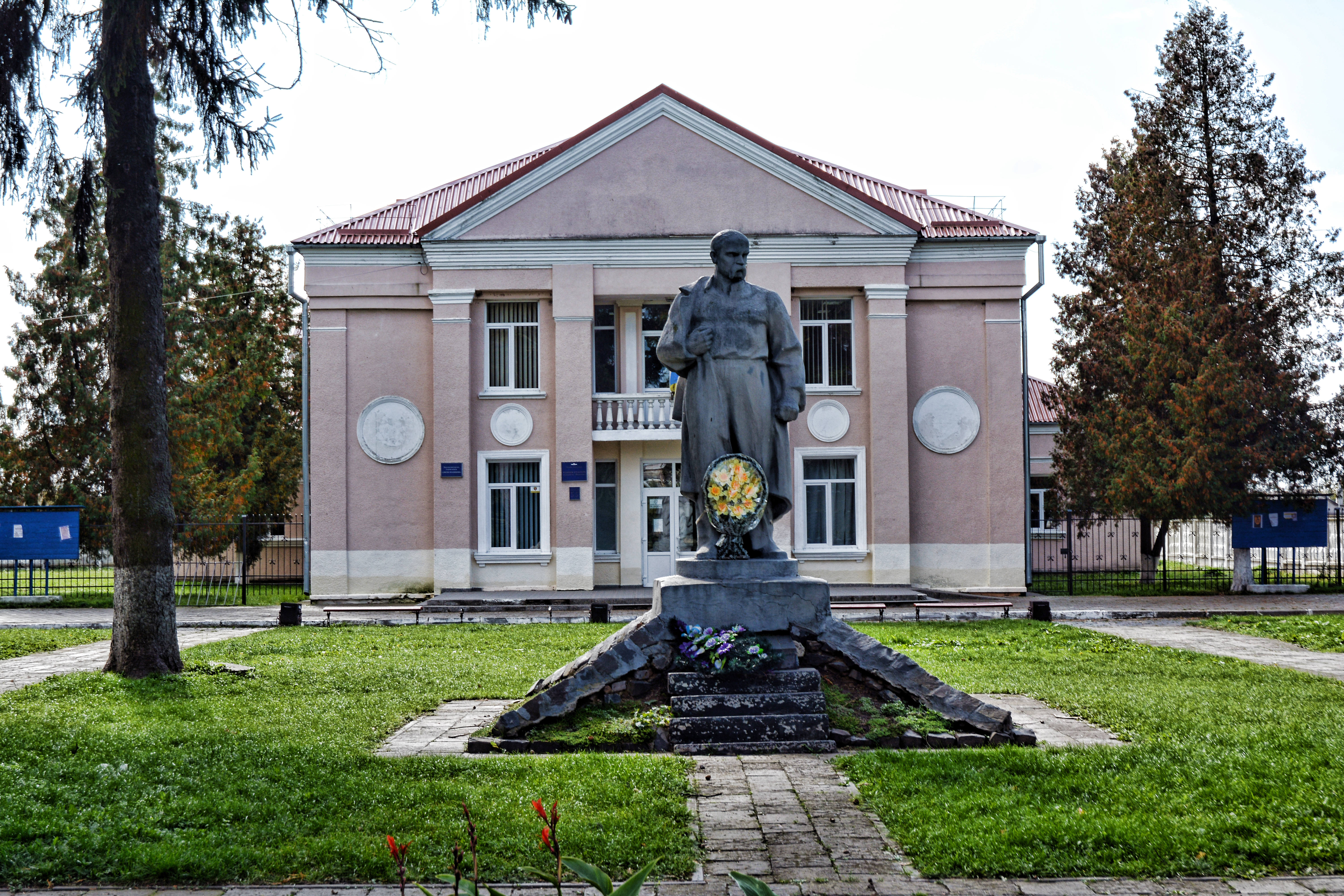
La statue de Taras Chevtchenko classée[9].      Katarina Zavatska (2000-), joueuse de tennis professionnelle.

## Culture
L'Université d’État Lessya Oukraïnka, l'église arménienne de Loutsk, le musée des traditions locales de Loutsk, le musée des icônes de Volhynie, le musée des cloches, le musée de l'imprimerie située dans le château haut, le musée de la pharmacie, l'ancien établissement des jésuites de Loutsk actuel siège du diocèse de Loutsk et église sts-Pierre&Paul, le Monastère des dominicains de Loutsk.

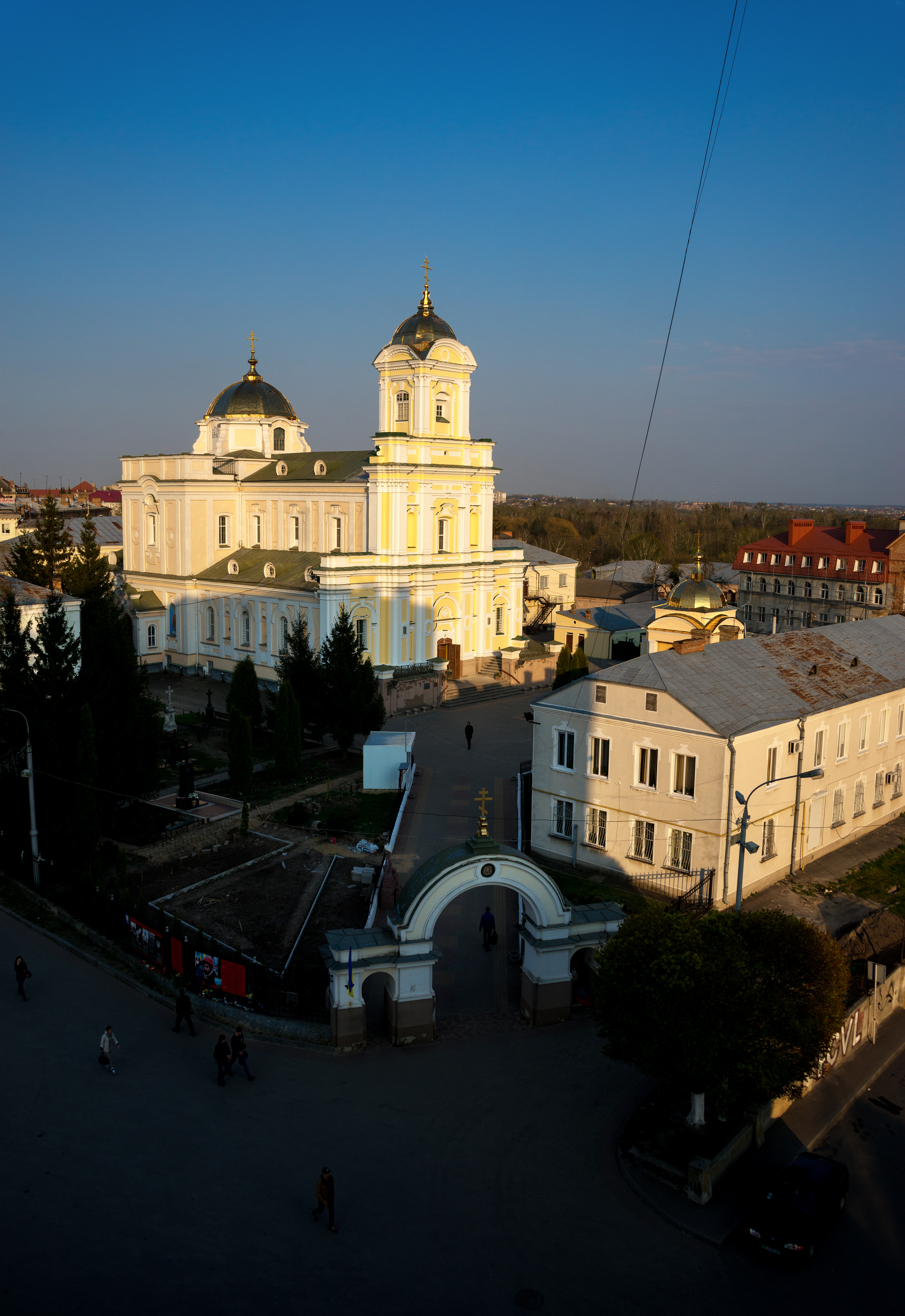
Monastère des Bernardins de Loutsk.
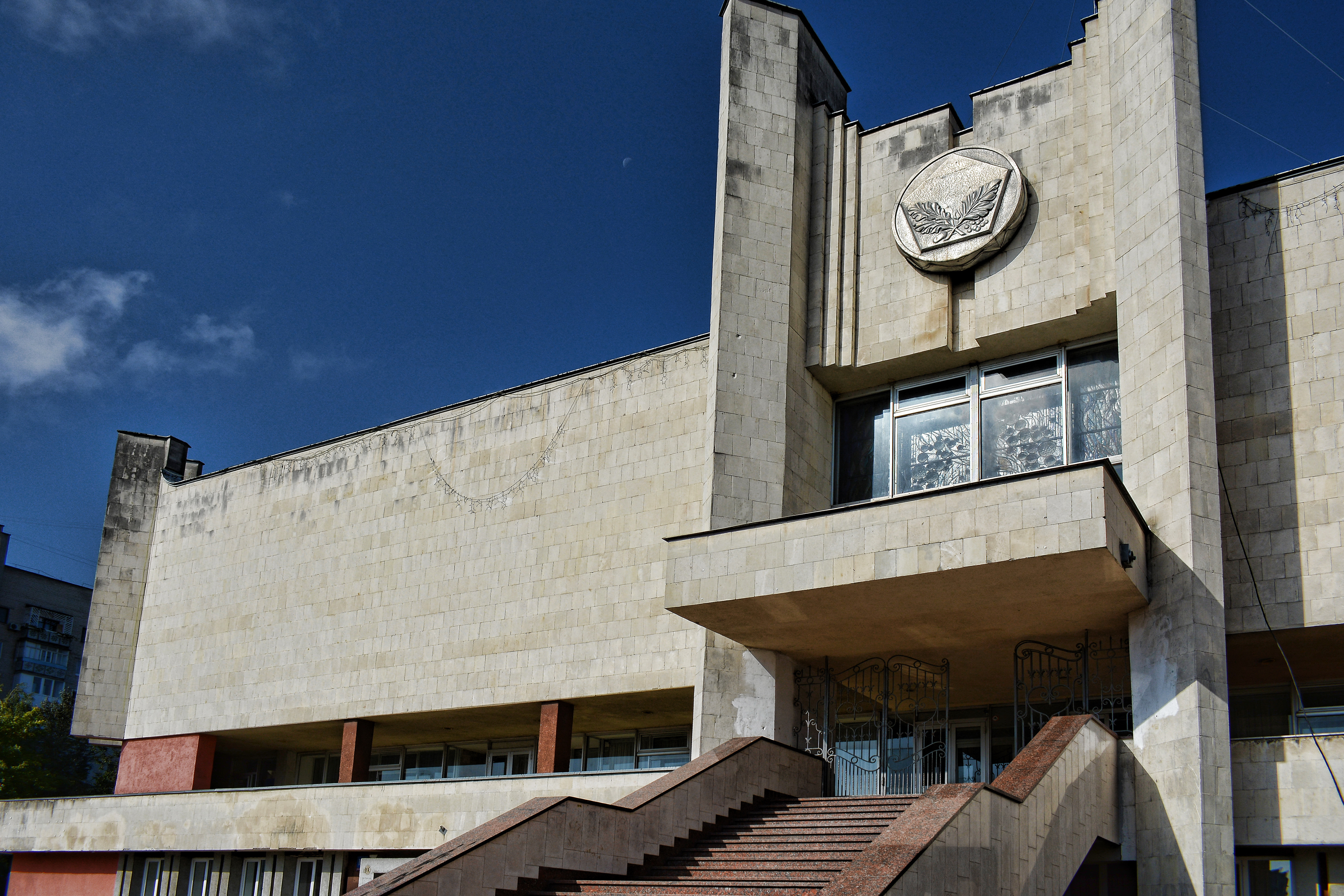
Maison des cérémonies.
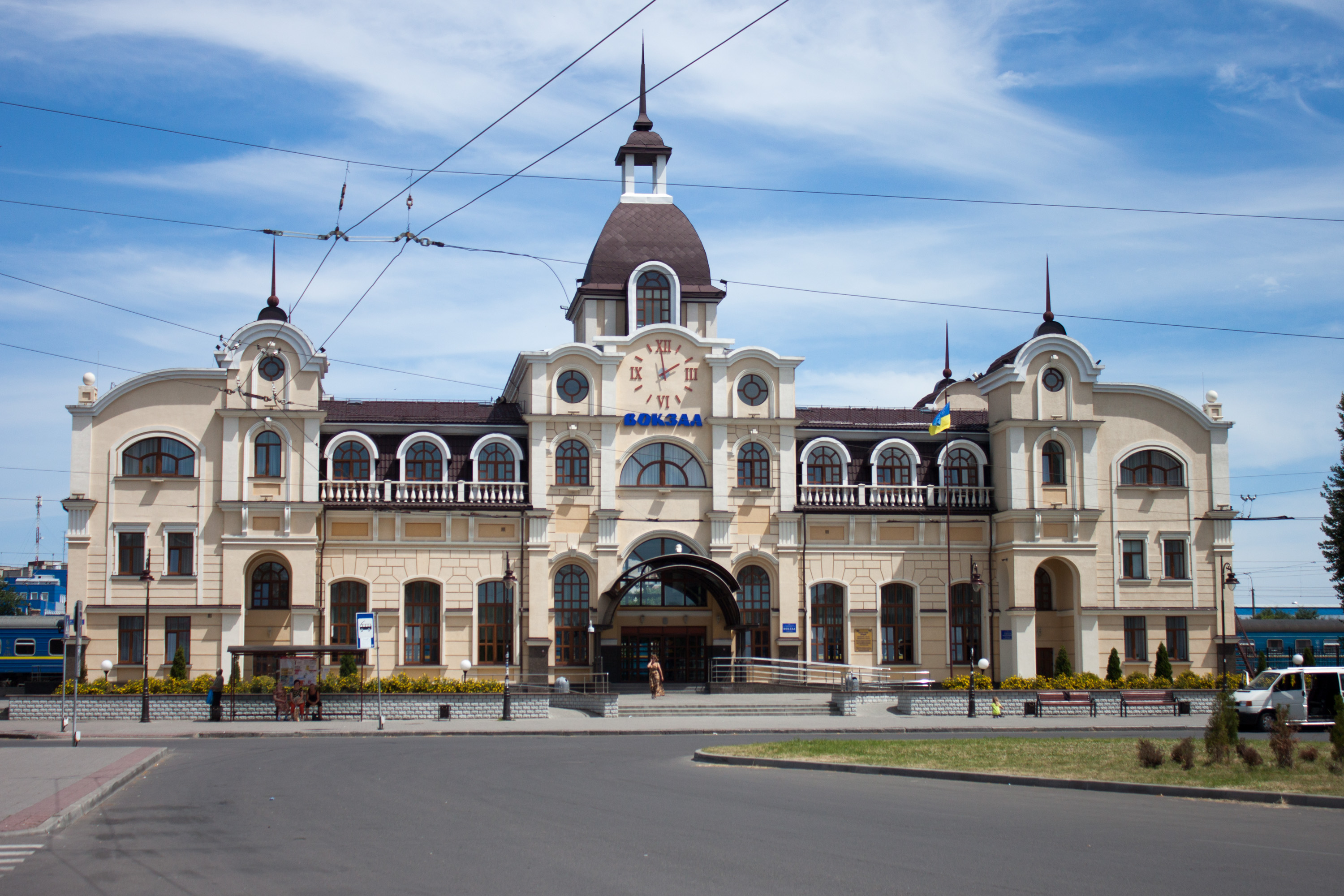
La gare de Loutsk.
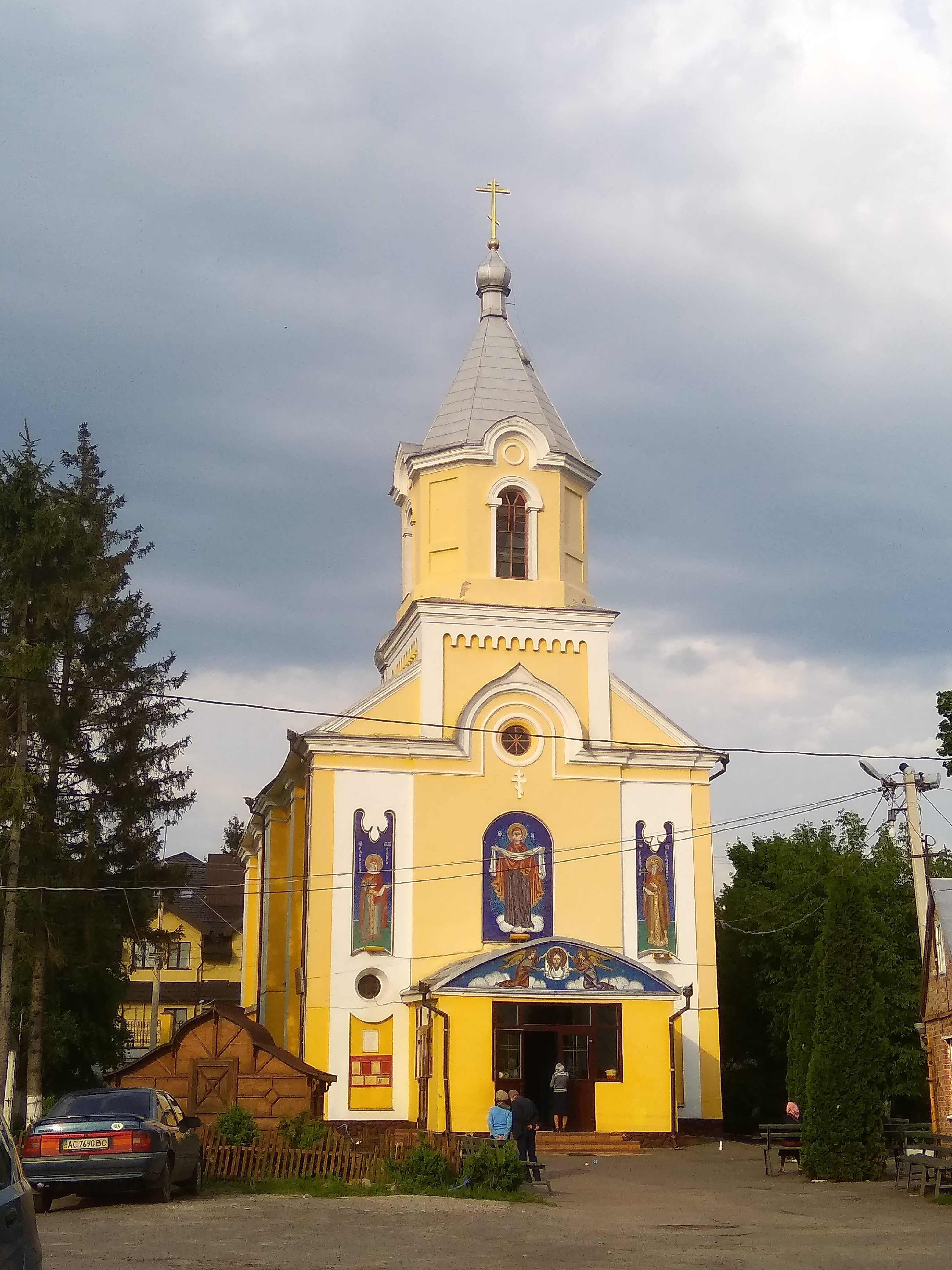
Cathédrale de l’Intercession.
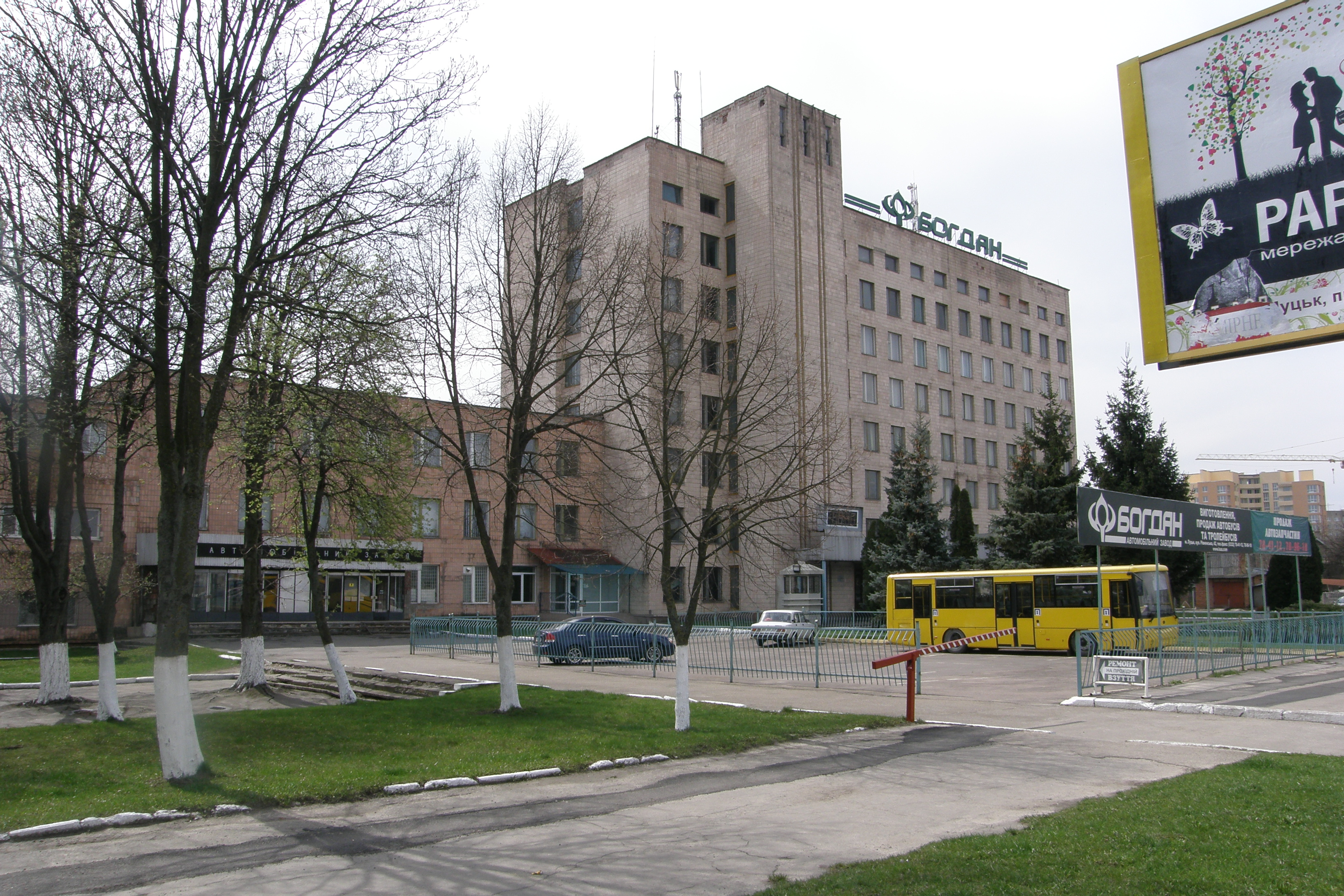
LuAZ.
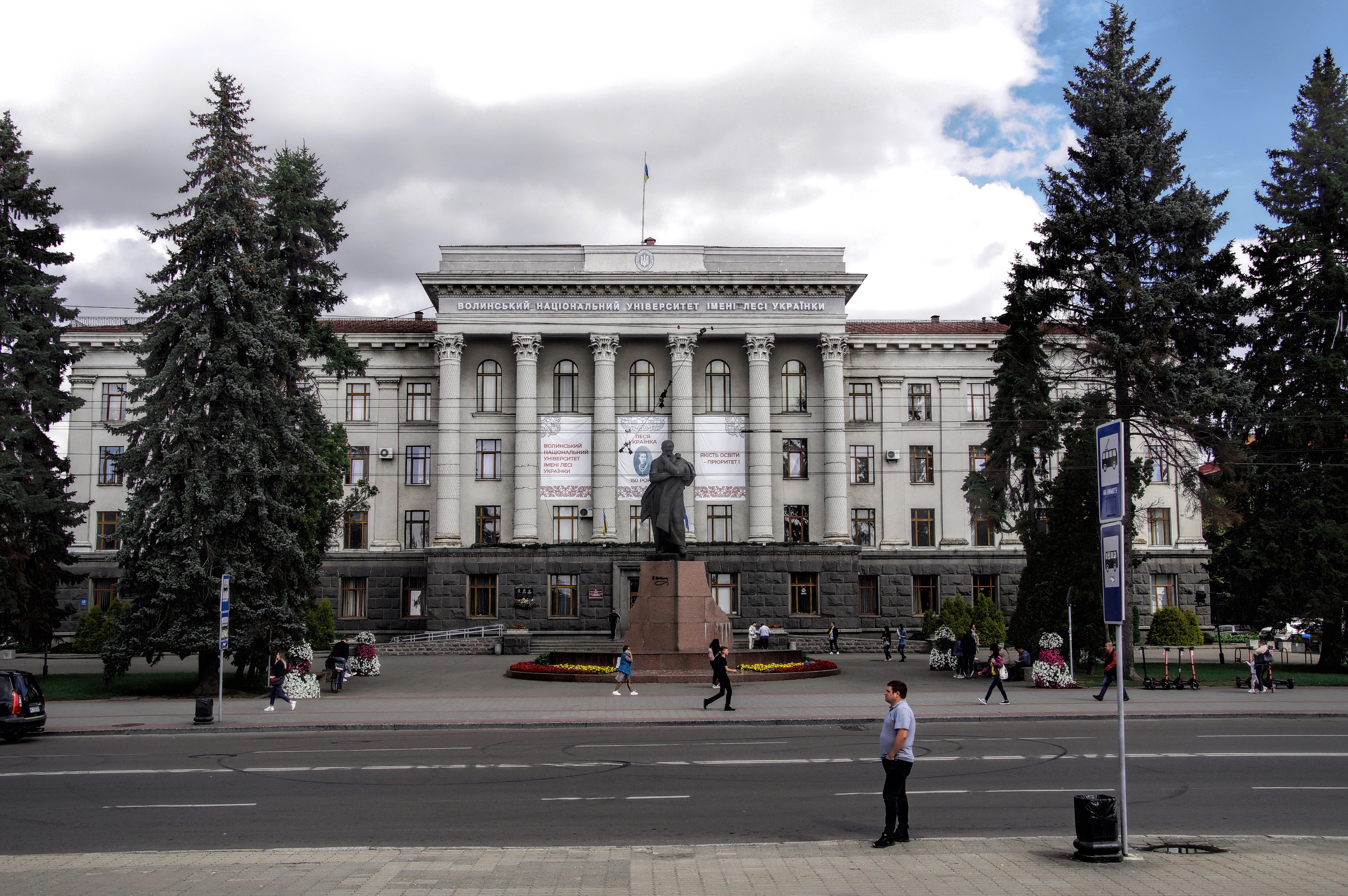
L'université et la statue de Taras Chevtchenko.
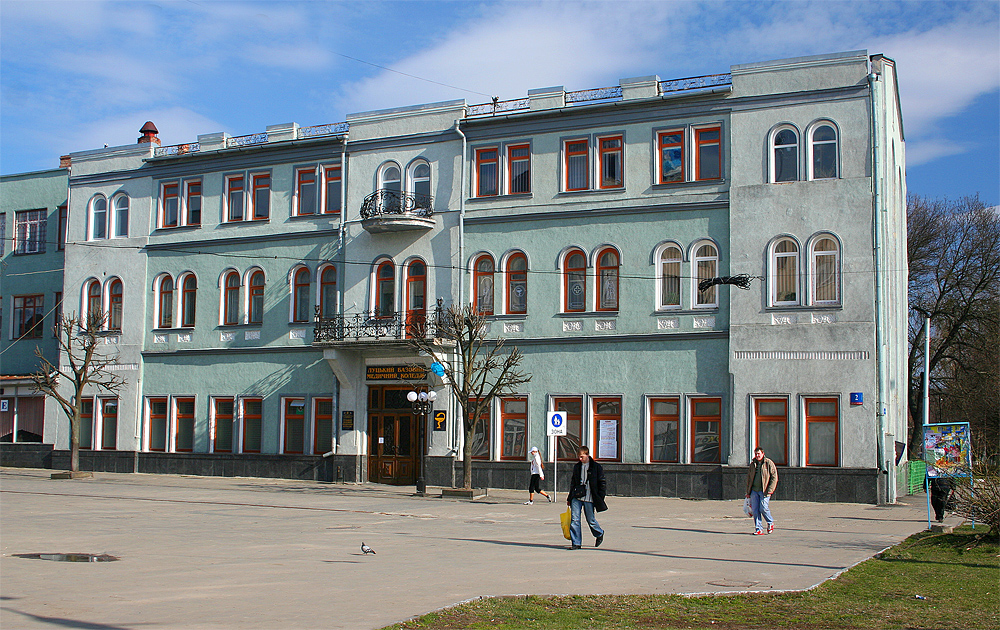
Le collège de médecine.
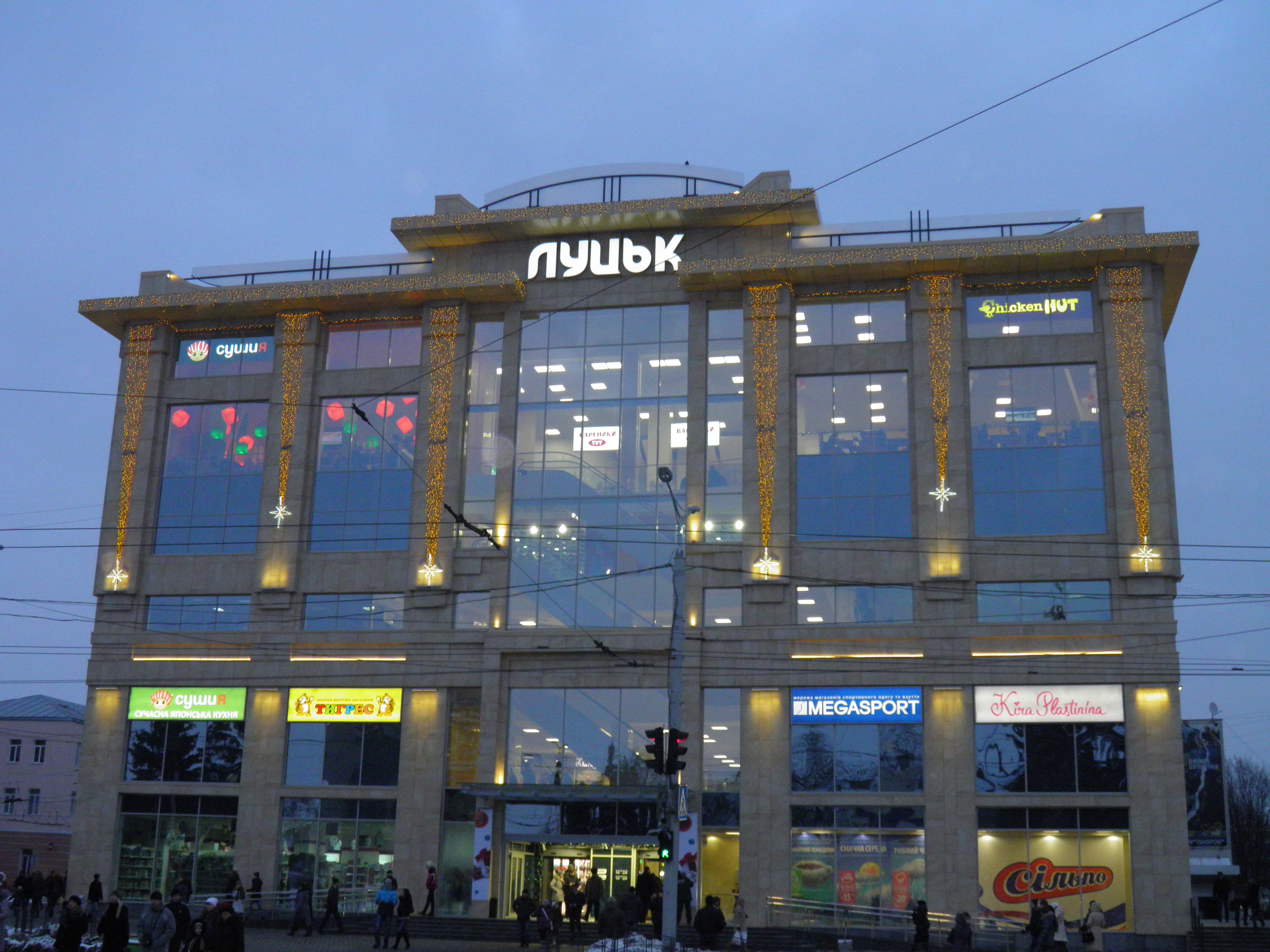
Centre commercial.
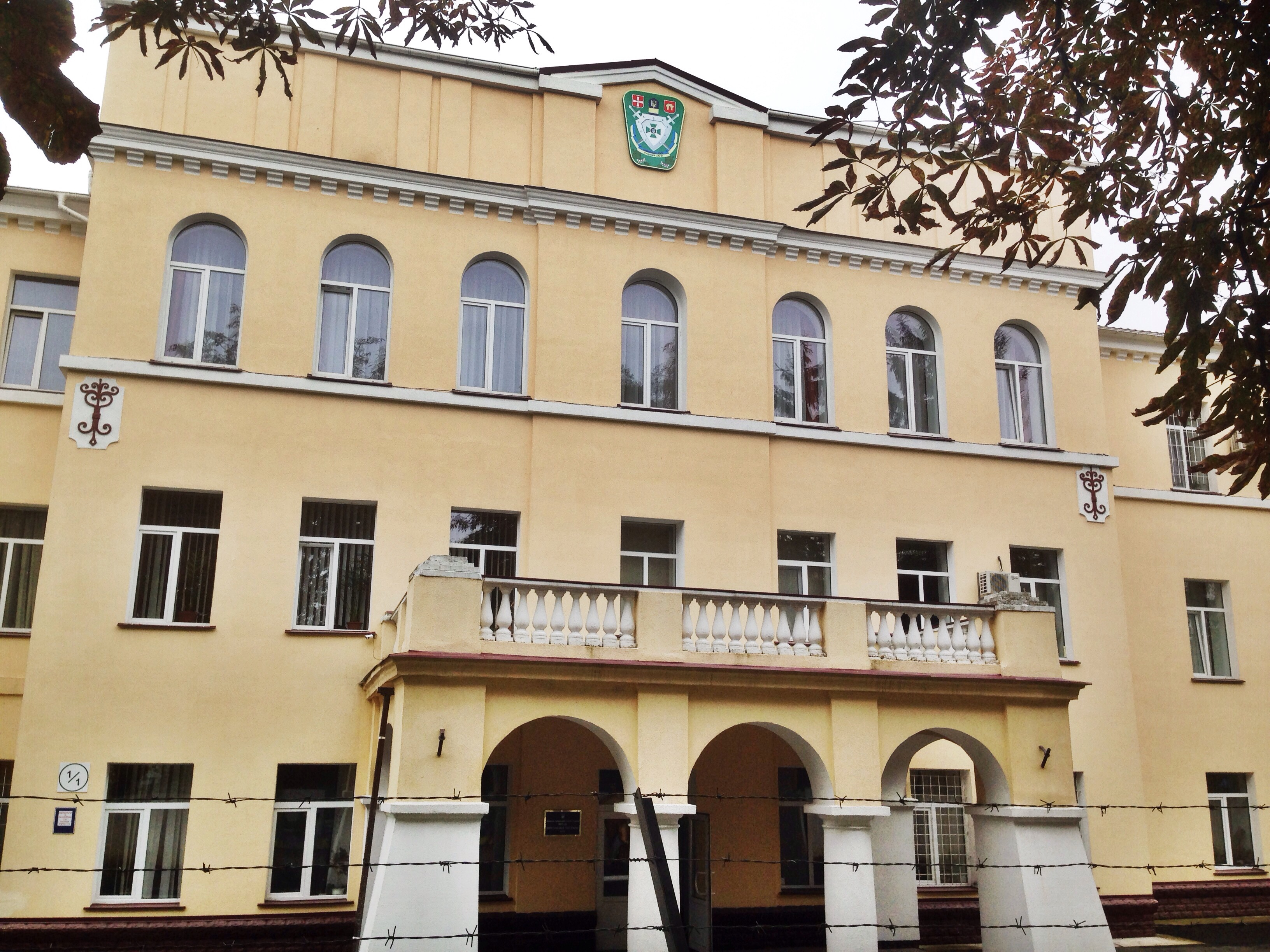
Quartier général de la garnison de la ville.
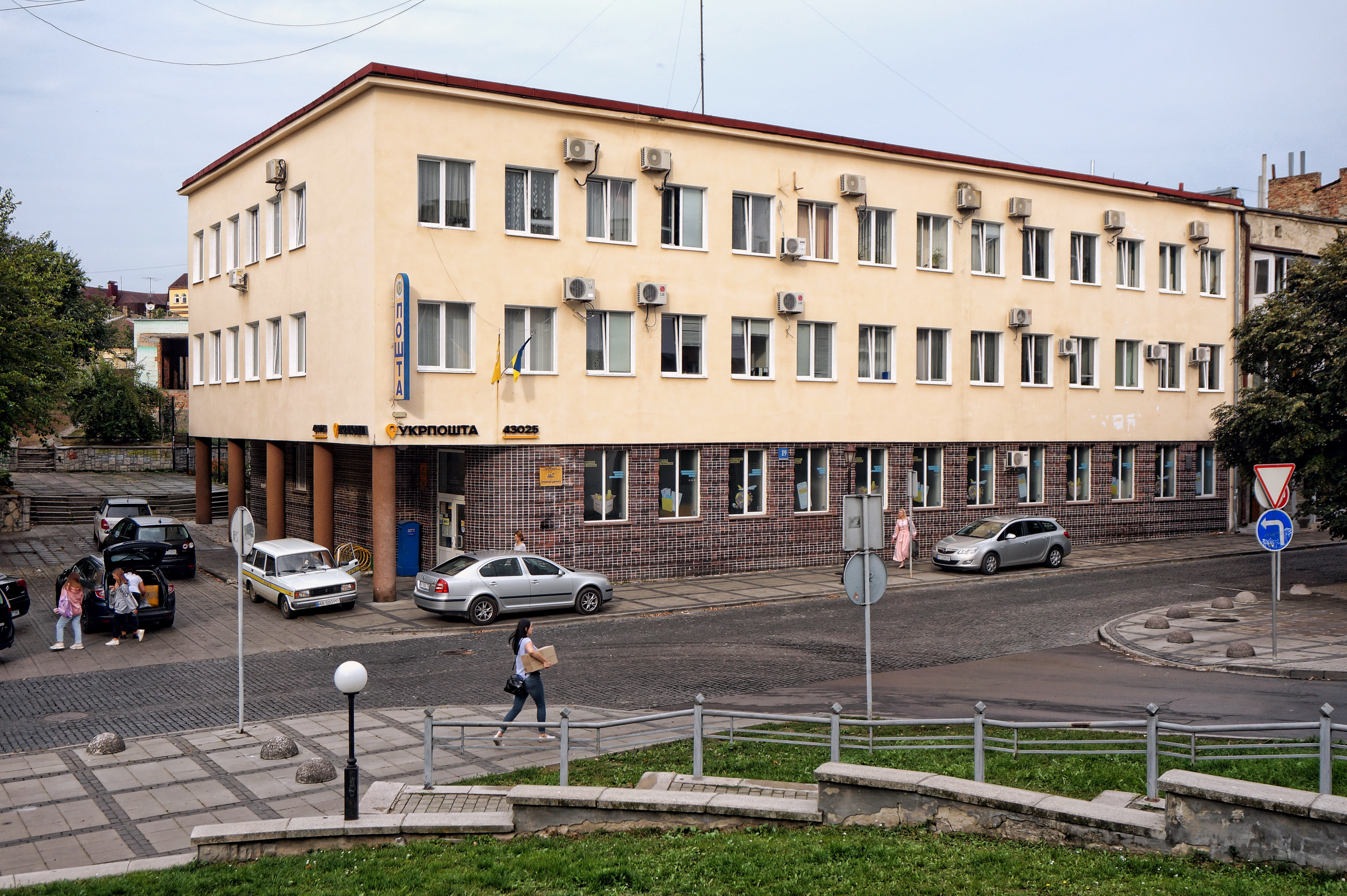
La poste principale.

Les ensembles architecturaux de la place du marché (rynok) et de la place de Bratski Most avec le monastère des frères de la Vraie-Croix.

## Économie
La principale entreprise de Loutsk est la société Loutskyï Avtomobilnyï Zavod VAT (en ukrainien : Луцький автомобільний завод ВАТ), ou LUAZ, mise en service en 1955, qui a d'abord fabriqué des 4x4 et assemble depuis 2001 des voitures de marque Hyundai et Kia. Elle emploie 3 200 salariés en 2007.

## Sport
- Football : Volyn Loutsk

## Jumelages
| Ville | Ville                   | Pays | Pays        | Période                     |
| ----- | ----------------------- | ---- | ----------- | --------------------------- |
|       | Alba Iulia              |      | Roumanie    |                             |
|       | arrondissement de Lippe |      | Allemagne   | depuis le 28 novembre 2014  |
|       | Bandırma                |      | Turquie     | depuis le 23 janvier 2014   |
|       | Białystok               |      | Pologne     | depuis le 22 juin 2013      |
|       | Brest,                  |      | Biélorussie | depuis le 23 août 2003      |
|       | Chełm,                  |      | Pologne     | depuis le 31 mai 2014       |
|       | Gori                    |      | Géorgie     | depuis le 23 août 2008      |
|       | Kaunas,                 |      | Lituanie    | depuis le 27 novembre 2013  |
|       | Kyjov,                  |      | Tchéquie    | depuis le 18 novembre 2011  |
|       | Lublin,                 |      | Pologne     | depuis le 4 mars 1996       |
|       | Olsztyn,                |      | Pologne     | depuis le 19 décembre 1997  |
|       | Patras,                 |      | Grèce       | depuis le 10 septembre 2013 |
|       | Rzeszów                 |      | Pologne     |                             |
|       | Svit                    |      | Slovaquie   |                             |
|       | Toruń,                  |      | Pologne     | depuis 2008                 |
|       | Trakai,                 |      | Lituanie    | depuis 2010                 |
|       | Xiangtan,               |      | Chine       | depuis le 1er octobre 2003  |
|       | Zamość,                 |      | Pologne     | depuis le 4 juin 2005       |